# Họa sĩ diễn hoạt
Họa sĩ diễn hoạt (animator) là họa sĩ làm ra hàng loạt bức vẽ, được gọi là frame (khung hình), tạo nên một ảo ảnh về chuyển động (hoạt hình) được hiển thị dưới dạng một chuỗi liên tục. Nghệ sĩ diễn hoạt có thể hoạt động trên nhiều lĩnh vực, bao gồm cả điện ảnh, chương trình truyền hình và video game. Thể loại phim hoạt hình có mối tương đồng mật thiết đến quá trình làm phim và đòi hỏi sự tập trung cao độ trong công việc, có nghĩa là ở những công đoạn quan trọng nhất đòi hỏi sự phối hợp của nhiều họa sĩ diễn hoạt. Các phương thức tạo ra những bức tranh hoặc frame cho một chuỗi chuyển động phụ thuộc vào phong cách nghệ thuật và sở trường của người diễn hoạt.

Một số họa sĩ khác cũng góp phần vào việc làm phim hoạt hình, nhưng không được gọi là animator, bao gồm họa sĩ dàn trang (layout artist, người thiết kế background, ánh sáng và các góc quay), họa sĩ kịch bản phân cảnh (bố trí tình tiết theo từng khung từ kịch bản có sẵn), và họa sĩ hậu cảnh (vẽ phong cảnh). Các bộ phim hoạt hình chia sẻ vị trí trong đoàn làm phim với những bộ người đóng định kỳ, chẳng hạn như đạo diễn, nhà sản xuất, kỹ sư âm thanh, và biên tập viên, nhưng lại khác ở chỗ, trong gần như toàn bộ giai đoạn làm hoạt hình, việc theo dõi hầu hết vị trí trong đoàn qua là điều không cần thiết.
Trong các sản phẩm hoạt hình thủ công Nhật Bản, chẳng hạn như các tác phẩm của Miyazaki Hayao, họa sĩ vẽ frame chính (key animator) đảm nhiệm cả vai trò dàn cảnh và diễn hoạt. Một số họa sĩ như Iso Mitsuo thực hiện luôn cả phần bối cảnh, điều khiến họ hơn hẳn những họa sĩ chỉ thực hiện vai trò.key animator.

## Lĩnh vực chuyên môn
Nghệ sĩ diễn hoạt thường là những người có chuyên môn. Một khác biệt quan trọng là giữa họa sĩ diễn hoạt nhân vật (họa sĩ chuyên về chuyển động, đối thoại, hành động.của nhân vật,v.v...) và họa sĩ diễn hoạt các hiệu ứng đặc biệt (special effects animator, người diễn hoạt bất cứ thứ gì không phải là nhân vật, thường là xe cộ, máy móc hay các hiện tượng tự nhiên như mưa, tuyết và nước).

## Họa sĩ trung gian và lọc nét
Trong các sản phẩm quy mô lớn của các studio tầm cỡ, mỗi animator thường có một hoặc nhiều trợ lý, "họa sĩ xen khung" và "họa sĩ lọc nét", họ sẽ thực hiện các bản vẽ trung gian giữa các "key pose" (pose chính) của các animator, và cũng có thể vẽ lại bất kỳ bản phác thảo nào không đủ tiêu chuẩn đưa vào sử dụng. Thông thường, một họa sĩ trẻ tìm cách dấn thân vào ngành hoạt hình lần đầu sẽ được thuê vào những vị trí này, và sau đó có thể lên chức animator chính thức (thường là sau khi đã thực hiện nhiều dự án khác nhau).

## Phương thức hoạt động
Trước kia, quá trình tạo ra hoạt ảnh không hề dễ dàng và cần rất nhiều thời gian. Từng frame trong một cảnh sẽ được vẽ tay, sau đó được chuyển sang dạng nhựa phim (cel), rồi cuối cùng được vẽ can lại và lên màu. Các cel hoàn chỉnh sau đó được sắp xếp theo trình tự cùng với background hoàn thiện và được quay lại thành phim; cứ mỗi frame một lần.
Trong những năm gần đây các phương pháp làm hoạt hình đã trở nên đa dạng hơn. Ngày nay người ta có thể sử dụng nhiều cách để tạo ra phim hoạt hình, chủ yếu là nhờ vào máy tính để quá trình làm phim rẻ và nhanh hơn. Những phương pháp làm hoạt hình hiệu quả đã giúp công việc của các animator bớt tẻ nhạt và sáng tạo hơn rất nhiều.
Âm thanh hấp dẫn là thành phần chủ yếu lôi kéo khán giả tìm đến bộ hoạt hình. Diễn viên lồng tiếng, nhạc sĩ, v.v... có thể đóng góp giọng hoặc bài nhạc của mình. Một số bộ phim hoạt hình gần đây đòi hỏi cả năng khiếu về chất giọng lẫn âm nhạc để đồng bộ hóa âm thanh của mình vào bộ phim (và điều này vẫn được đảm bảo trong các bộ phim được lồng tiếng cho khán giả trên toàn thế giới). Đối với phần lớn các bộ phim hoạt hình ngày nay, các bản nhạc sẽ được thu âm bằng ngôn ngữ của các thị trường mục tiêu và các animator đòi hỏi phải đồng bộ hóa phần diễn hoạt của mình với nhạc nền.

## Sự phát triển của khái niệm animator
Từ kết quả của công cuộc chuyển giao từ hoạt hình truyền thống 2D tới hoạt hình máy tính 3D, các công việc thông tục của animator như vẽ lại, và tái tô màu cùng một nhân vật 24 lần của mỗi giây (một giây cơ bản của 1 bộ phim hoạt hình hoàn chỉnh) đã được thay thế bằng công cụ hiện đại trong việc tạo ra hàng chục (hoặc hàng trăm) chuyển động giữa các phần khác nhau của nhân vật trong 1 phân cảnh chính.
Nhờ việc chuyển sang thể loại hoạt hình máy tính, nhiều vị trí hỗ trợ bổ sung đã trở nên thiết yếu, kết quả là nghề animator đã trở thành một phần của một đường dây sản xuất rất dài và có chuyên môn cao. Ngày nay, họa sĩ thị giác (khác với họa sĩ concept) sẽ thiết kế một nhân vật trên một bản vẽ 2D hoặc bằng tranh, sau đó đưa cho một họa sĩ diễn khối (họa sĩ dựng khối 3D hay modeler) xây dựng nhân vật dưới dạng khối tổng thể kỹ thuật số. Kỹ thuật viên hiệu ứng (texture artist) đảm nhận "vẽ" màu hoặc kết cấu phức tạp trên nhân vật, và người quản lý kỹ thuật sẽ thiết kế khung xương để các nhân vật có thể dễ dàng di chuyển và tạo tư thế. Cứ mỗi cảnh phim, các họa sĩ dàn trang sẽ đặt góc camera và dựng khối cơ bản. Cuối cùng, sau khi kiểm định nhân vật và cảnh phim đã được chốt, nhiệm vụ sẽ được giao cho một animator (đây mới thực sự là người thực hiện đúng công việc của một animator), người có khả năng thể hiện chính xác các chuyển động chân tay, cơ bắp, và nét mặt của nhân vật trong từng phân cảnh cụ thể.
Tại thời điểm đó, sự lưu tâm đối với vai trò của các nghệ sĩ hoạt hình máy tính hiện đại đã được nâng lên ngang tầm với những người tiền nhiệm trong ngành hoạt hình truyền thống: cụ thể, một đội ngũ họa sĩ sẽ cố gắng thể hiện sơ bộ các cảnh sẽ diễn ra theo storyboard, và đồng bộ hóa khẩu hình để đối thoại theo một kịch bản đã được chuẩn bị và lồng tiếng. Mặc dù những hạn chế, song animator vẫn có thể rèn luyện kĩ năng nghệ thuật và tính cẩn trọng của mình trong việc phát triển các chuyển động nhân vật trong từng cảnh phim. Có một sự tương đồng nghệ thuật rõ rệt giữa hoạt hoạ và diễn xuất, trong đó các diễn viên cũng phải hết mình với từng dòng kịch bản được đưa ra; các ngành công nghiệp thường gọi chung những nghệ sĩ diễn hoạt là "diễn viên trên chiếc bút chì". Gần đây hơn, Chris Buck nhận xét rằng animator đã trở thành "diễn viên trên chiếc bàn chuột." Một số hãng mang lại hành động huấn luyện viên trên phim để giúp hoạt hình công việc thông qua các vấn đề như vậy. Một lần mỗi cảnh được hoàn thành và đã được hoàn hảo qua sự "sweet box" hồi quá trình kết quả dữ liệu có thể được cử tới để làm cho nông trại, nơi mà các máy tính xử lý các tẻ nhạt của thực sự khiến tất cả các khung hình. Mỗi thành đoạn phim được sau đó kiểm tra chất lượng và đưa đến một biên tập phim người tập hợp các đoạn phim với nhau để tạo những bộ phim.
Trong khoảng thời gian trước, hoạt hình máy tính từng bị chỉ trích nặng nề trong việc miêu tả nhân vật giống như bằng nhựa hay thậm chí là xấu tệ, kỳ quái (xem thung lũng giả tạo), giờ đây nhiều chương trình phần mềm đã có thể miêu tả quần áo, tóc, da một cách chân thực. Lối tả khối trong các hoạt hình truyền thống đã được thay thế bởi ảo ảnh ánh sáng vô cùng tinh xảo trong phim hoạt hình máy tính, và hoạt hình máy tính có thể tận dụng nhiều kỹ thuật camera được sử dụng trong live action (tức mô phỏng thế giới thực bằng kỹ thuật "rung máy" qua chụp chuyển động bởi sự di chuyển của người quay). Do đó, một số hãng bây giờ thuê hầu hết nhiều nghệ sĩ ánh sáng để làm animator cho phim hoạt hình, trong khi các vị trí thiết kế trang phục, tạo mẫu tóc và quay phim chỉ thỉnh thoảng được gọi đến để tư vấn ở những dự án mới.